# Marcelo Delgado
Marcelo Delgado, född den 24 mars 1973 i Capitán Bermúdez, Santa Fe, Argentina, är en argentinsk före detta fotbollsspelare. Vid fotbollsturneringen under OS 1996 i Atlanta deltog han i det argentinska lag som tog silver. 